# Morten Hjulmand
Morten Due Hjulmand (født 25. juni 1999) er en dansk professionel fodboldspiller, som spiller for Primeira Liga-klubben Sporting CP og Danmarks landshold.

## Klubkarriere

### Admira Wacker
Hjulmand begyndte sin karriere hos FC København, hvis ungdomsakademi han kom igennem, dog han aldrig opnåede at spille en kamp for førsteholdet. Han skiftede i maj 2018 til østrigske Admira Wacker. Han spillede de næste 2,5 sæson som fast mand på Admira Wackers førstehold.

### Lecce
Hjulmand skiftede i januar 2021 til Lecce, som på tidspunktet spillede i Serie B. Han var i 2021-22 sæsonen med til at Lecce vandt Serie B, og dermed sikrede sig oprykning til Serie A. Han blev i september 2022 gjort til holdets nye anfører.

### Sporting CP
Hjulmand skiftede i august 2023 til Sporting CP.

## Landsholdskarriere

### Ungdomslandshold
Hjulmand har repræsenteret Danmark på flere ungdomsniveauer.

### Seniorlandshold
Hjulmand blev i juni 2022 for første gang indkaldt på Danmarks landshold. Han fik sin landsholdsdebut den 7. september 2023 i en kamp imod San Marino.

## Titler
Lecce
- Serie B: 1 (2021-22)

Sporting CP
- Primeira Liga: 1 (2023-24)